# Ida Cox
| Ida Cox                                   | Ida Cox                                   |
| Kattints az alábbi külső linkek egyikére! | Kattints az alábbi külső linkek egyikére! |
| ----------------------------------------- | ----------------------------------------- |
| Nem található szabad kép.(?)              |                                           |
| külső link · jogvédett                    | Ida Cox                                   |

Ida Cox (Cedartown vagy Toccoa, 1896. február 25. – Knoxville, 1967. november 10.), amerikai blues-énekesnő, vaudeville-előadó. A maga korában a blues koronázatlan királynőjének nevezték. Legismertebb dala a Nobody Knows When You're Down, amelyet máig számos világhírű zenész (pl. Eric Clapton) a műsorára tűzött.

## Pályafutása
Fiatalon csatlakozott a helyi metodista kórushoz. Érdeklődött az evangéliumi zene és előadása iránt. 14 éves korában aztán elment turnézni a „White és Clark Black & Tan Minstrels” együttessel.
Színpadi pályafutása egy vaudeville show-ban indult el. Eleinte énekstílusa ezért inkább a vaudeville felé hajlott, mint a blues felé. Bár kevésbé erőteljes és kevésbé robusztus hangja volt, mint Bessie Smithnek és Ma Rainey-nek, de hallgatóságát elbűvölte személyiségének erőteljessége. A klasszikus női blues csúcskorszakában dúló éles versenyben számos nagyszerű énekesnő ragyogott és Cox ezeknek csak egyike volt. A színpadon azonban elbűvölő kifinomultságot és magabiztosságot árasztott, ami magával ragadta rajongóit. Ennek köszönhetően karrierje kibontakozásakor persze bevállalta a aközönség által neki adományozott címet: „The Uncrowned Queen of the Blues”.

## Lemezek
- Complete Recorded Works, vol. 1, Paramount, 1923, re-released by Document Records, 1997
- Complete Recorded Works, vol. 2, Paramount, 1924, re-released by Document Records, 2000
- Complete Recorded Works, vol. 3, Paramount, 1925, re-released by Document Records, 2000
- Complete Recorded Works, vol. 4, Paramount, 1927, re-released by Document Records, 2000
- Blues for Rampart Street, Original Jazz Classics, 1961
- Ida Cox: The Essentials, Classic Blues, 2001